# Polynema markiza
Polynema markiza (лат.) — вид хальцидоидных наездников рода Polynema из семейства Mymaridae. Название вида в переводе с русского означает маркиза.

## Распространение
Новая Зеландия.

## Описание
Мелкие хальцидоидные наездники. Длина тела: 0,5 мм (560–690 мкм). Бескрылый вид (как и Polynema aristokratka единственные бескрылые среди прочих Polynema). Отличается от P. aristokratka мезоскутумом отчётливо дифференцированным от скутеллюма (и последний с френальными ямками). Голова и брюшко тёмно-коричневые; мезосома коричневая, за исключением переднеспинки светло-коричневого цвета и проподеума с боков тёмно-коричневого цвета; петиоль светло-коричневый; скапус и педицель светло-коричневые, жгутик коричневые, булав усиков тёмно-коричневая; ноги светло-коричневые, за исключением вершинных лапок коричневых. Высота головы примерно равна ширине. Тело гладкое и блестящее. Булава усиков 1-члениковая. Крылья с длинными краевыми щетинками. Усики очень длинные, больше длины головы вместе грудью. Предположительно, как и другие виды паразитоиды насекомых. Вид был впервые описан в 2021 году российско-американским гименоптерологом Сергеем Владимировичем Тряпицыным (Entomology Research Museum, Department of Entomology, Калифорнийский университет в Риверсайде, Калифорния, США) вместе с такими видами как P. aristokratka, P. baronessa, P. grafinya, P. imperatrix, P. koroleva, P. princessa, P. rangatira